# Janusz Olech
Janusz Roman Olech, född den 4 april 1965 i Warszawa, Polen, är en polsk fäktare som tog OS-silver i herrarnas sabel i samband med de olympiska fäktningstävlingarna 1988 i Seoul.